# Équipe des Bermudes des moins de 17 ans de football
Maillots
L'équipe des Bermudes des moins de 17 ans est une sélection de joueurs de moins de 17 ans au début des deux années de compétition placée sous la responsabilité de la Fédération des Bermudes de football. 

## Parcours en Championnat d'Amérique du Nord, centrale et Caraïbe de football des moins de 17 ans
- 1983 : Non qualifié
- 1985 : Non qualifié
- 1987 : Non qualifié
- 1988 : Non qualifié
- 1991 : Non qualifié
- 1992 : Non qualifié
- 1994 : Non qualifié
- 1997 : 1er tour
- 1999 : Non qualifié
- 2001 : Non qualifié
- 2003 : Non qualifié
- 2005 : Non qualifié
- 2007 : Non qualifié
- 2009 : Non qualifié
- 2011 : Non qualifié
- 2011 : Non qualifié
- 2013 : Non qualifié
- 2015 : Non qualifié
- 2017 : Non qualifié
- 2019 : 1er tour
- 2023 : Huitième de finale

## Parcours en Coupe du monde des moins de 17 ans
| - 1985 : Non qualifié - 1987 : Non qualifié - 1989 : Non qualifié - 1991 : Non qualifié - 1993 : Non qualifié - 1995 : Non qualifié - 1997 : Non qualifié - 1999 : Non qualifié - 2001 : Non qualifié - 2003 : Non qualifié |  | - 2005 : Non qualifié - 2007 : Non qualifié - 2009 : Non qualifié - 2011 : Non qualifié - 2013 : Non qualifié - 2015 : Non qualifié - 2017 : Non qualifié - 2019 : Non qualifié - 2023 : Non qualifié |